# Bathory (музичка група)
Батори (енгл. Bathory) је био шведски метал бенд који се сматра значајним за зачетак блек и викинг поджанрова хеви метала. Добио је име по мађарској грофици Ержебет Батори.

## Биографија

### Ране године (осамдесете)
Батори је у Стокхолму 1983. године основао, тада седамнаестогодишњи гитариста, Томас Форсберј (Thomas Forsberg), под псеудонимом Квортон (Quorthon) по коме је и остао запамћен, коме су се придружили басиста Фредрик Меландер (Fredrick Melander, под псеудонимом Hanoi) и бубњар Јонас Окерлунд (Jonas Åkerlund, под псеудонимом Vans McBurger). Након многобројних промена имена бенда (почевши од Носферату, па све до Натас, Мефисто, Елизабет Батори и Контес Батори) одлучили су се за име Батори. Те исте године две њихове песме су објављене на компилацији Scandinavian Metal Attack. Песме су биле добро примљене, па је издавачка кућа контактирала Квортона и затражила да сними цео албум.
Иако је Веномов албум Блек Метал био тај који је поджанру дао име, Баторијеви први албуми, за које су били карактеристични сатанистички текстови песама, сирова продукција и вокали који су звучали скоро нељудски, обликовали су блек метал. Многи фанови сматрају да је Веном имао утицај на Батори, мада је Квортон у једном интервјуу изјавио да је чуо за њих тек након што је први албум већ био издат. Такође је том приликом изразио како му се не допадају многи утицајни и популарни хеви метал бендови тога времена, међу којима и Ајрон мејден и Џудас прист, док су на његов рад углавном утицали бендови Блек сабат, Моторхед и панк рок жанр.
Баторијев деби албум Bathory и албуми који су га пратили, The Return и Under the Sign of the Black Mark, данас се сматрају главним утицајем на норвешке бендове који су потпомогли музичком развитку блек метала и његовој популарности на почетку деведесетих.
Први знаци онога шта ће уследити су се могли приметити на албуму који многи сматрају Баторијевим најбољим — Blood Fire Death. На њему је темпо постао нешто спорији због епских и викиншких тема песама. Овај албум се сматра зачетком викинг метала, иако је већина музичких елемената блек метала још увек била присутна.

### Викинг метал (деведесете и двехиљадите)
Издавањем албума Hammerheart стил Баторијеве музике се знатно променио. Музика је постала мање агресивна, а више епска и атмосферична, док су се речи песама бавиле викинзима и нордијском митологијом. Делимично због утицаја америчког пауер метал бенда Мановара, који су били први познати хеви метал бенд који је убацио елементе епске митологије у своју музику, бенд Батори се удаљио од својих корена и постао пионир у још једном екстремном жанру — викинг металу. Овај стил се наставио и на албумима који су уследили: Twilight of the Gods и Blood on Ice.
Међутим, 1994. године издат је албум Requiem, на којем се Батори окреће ка треш металу, али та фаза није дуго потрајала и касније се бенд враћа викинг металу.
Јуна 2004. године Квортон је пронађен мртав у свом дому. Као узрок смрти се наводе проблеми са срцем.

## Дискографија
- Bathory (1984)
- The Return of Darkness and Evil (1985)
- Under the Sign of the Black Mark (1987)
- Blood Fire Death (1988)
- Hammerheart (1990)
- Twilight of the Gods (1991)
- Requiem (1994)
- Octagon (1995)
- Blood on Ice (1996)
- Destroyer of Worlds (2001)
- Nordland I (2002)
- Nordland II (2003)

## Чланови
- Квортон (право име Томас Форсберј), 1983—2004.
- Vans McBurger (право име Јонас Окерлунд), 1983—1984.
- (право име Фредрик Меландер), 1983—1984.
- The Animal (право име Бјерн Кристенсен, швед. Björn Kristensen), 1983.
- , 1989—1991.
- , 1989—1991.